# Dia Mundial do Yoga
O Dia Mundial do Yoga foi projectado pela primeira vez em Portugal, pela Confederação Portuguesa do Yoga, no ano de 2001. É um Dia pelo Planeta, pela Fraternidade Mundial, pela Vida e pela Humanidade, pelo esbatimento das desigualdades mundiais.
O Dia Mundial do Yoga é candidato precursor junto à ONU e UNESCO a primeiro dia global - por uma Humanidade lúcida e fraterna e pela importância da vida valorizando-se o que a Humanidade tem em comum e pela Sustentabilidade da Diversidade. A data é o dia 21 de Junho (comemorado sempre no Domingo seguinte), um dia Supra Cultural, o solstício ( de Verão no hemisfério norte e de Inverno no hemisfério sul ). Este dia tem o elevado objectivo de ser um Dia sem derramamento de sangue durante 24 horas em todo o planeta, sendo efectivamente comemorado desde 2001.
- 2005, celebrado em 26 de Junho - Lisboa, Estádio Universitário;
- 2006, Junho 25 - Faro, Estádio do Farense;
- 2007, Junho 24 - Lisboa, Estádio do Restelo;
- 2008, Junho 22 - Maia, Estádio Municipal;
- 2009, Junho 21 - Lisboa, Estádio 1º de Maio;
- 2010, Junho 27 - Almada, Estádio Municipal José Martins Vieira;
- 2011, Junho 26 - Lisboa, Estádio 1º de Maio.[1];

A  5 de Dezembro de 2011 foi efectuada a proclamação do Dia Mundial do Yoga / World Yoga Day em Bengaluru-India. Durante esta cimeira foi Proclamado o Dia Mundial do Yoga no Solstício – Junho, 21 – o Dia da Luz e da Sabedoria a ela associado – e com o apoio da Hindu Dharma Acharya Sabha, e da S-VYASA Vivekánanda Yoga University –  é uma data que não celebra qualquer acontecimento humano, mas é um Auspício Cósmico, um Dia que realça a relação entre a Terra e o Sol, e por consequência com a Galáxia e o Cosmos, e é cantado em todas as Culturas que sempre se inquietaram com a observação e estudo da Envolvente onde se inserem, em todos os tempos e em todos os continentes.
A cimeira foi impressionante não só porque fez-se o que nunca tinha sido feito, pois na História da Índia, os Grandes Mestres do Yoga nunca se tinham encontrado (na Índia), mas também pelos grandes planos para o desenvolvimento pessoal e Paz Mundial que ocorreram durante este Evento Mundial.
O Dia Mundial do Yoga – uma iniciativa da Confederação Portuguesa do Yoga e do seu Presidente, existe de facto, e é comemorado desde 2001/2002 em Portugal, e em muitos outros locais do Mundo. As demarches para que seja oficializado em instâncias Nacionais e Internacionais (UNESCO/ONU) agora redobrarão por parte dos representantes do Yoga de Portugal e da Índia.